# Tchajpejské nádraží
Tchajpejské nádraží (anglicky Taipei Main Station, znaky 臺北車站, pinyin Táiběi chēzhàn, český přepis Tchaj-pej čche-čan, tchajwansky Tâi-pak Chhia-thâu) je hlavní nádraží Tchaj-peje a největší osobní nádraží na Tchaj-wanu. Propojuje Tchajwanskou železnici (TRA), vysokorychlostní železnici (THSR), Tchajpejské Metro a Metro Tchao-jüan. Denně odbaví okolo 524 000 cestujících. Nádraží se nachází v centrální části města ve čtvrti Čung-čeng, nedaleko severní brány bývalého městského opevnění.

## Historie

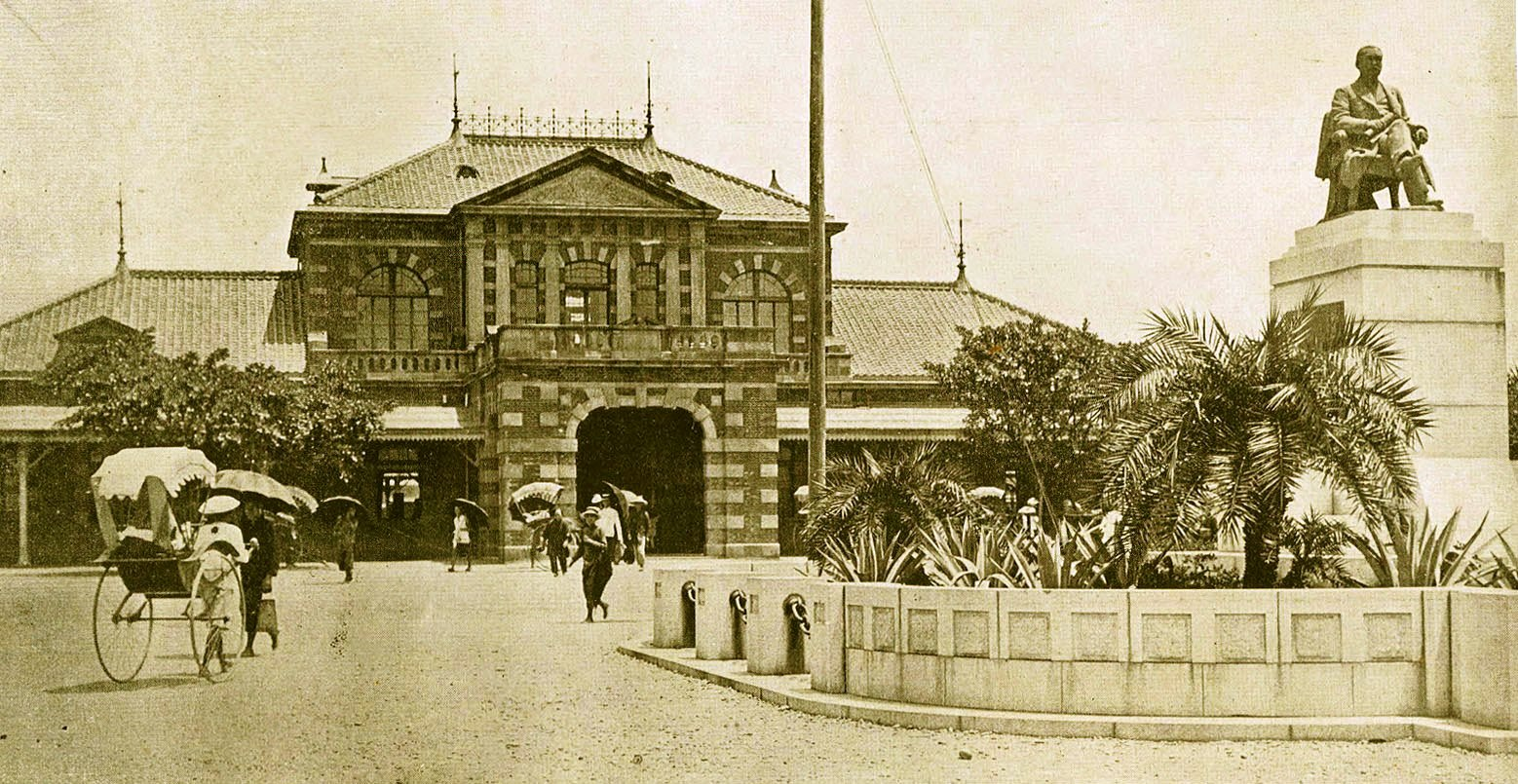
Druhá generace nádražní budovy z roku 1901

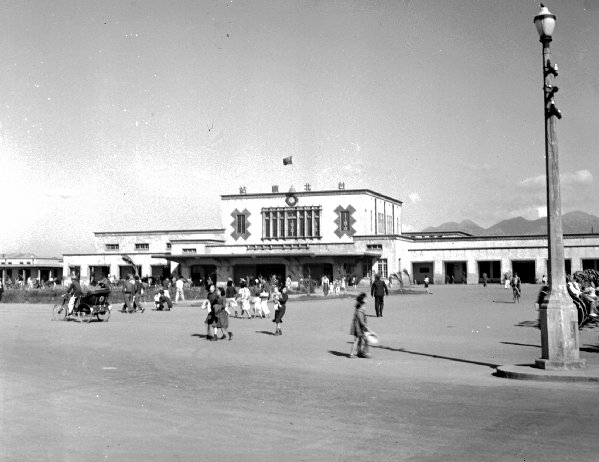
Třetí generace nádražní budovy z roku 1941

První dočasná stavba nádraží byla otevřena v roce 1891 poblíž města Twatutia, později součástí Tchaj-peje, jako zastávka na první tchajwanské železnici propojující města Ťi-lung a Sin-ču. V roce 1901, šest let po převzetí Tchaj-wanu Japonskem byla vystavěna první stálá nádražní budova na místě zbořeného městského opevnění. V roce 1940 byla přestavěna a rozšířena jako reakce na zvyšující se počet cestujících.
Sloužila do roku 1989, kdy byla dokončena výstavba současné budovy. Součástí konverze bylo i přemístění nástupišť a celého železničního koridoru v centru města pod zem.
V roce 2007 byla stanice napojena na vysokorychlostní trať THSR. 340 km dlouhá cesta z Tchaj-peje do jižní metropole Kao-siung se tak zkrátila na necelých 90 minut.

## Linky
V závorce uveden kód stanice na dané lince
- Tchajwanská železnici (TRA), vícero linek
- Vysokorychlostní železnici (THSR) (02/TPE)
- Červená linka tchajpejského metra (R10)
- Modrá linka tchajpejského metra (BL12)
- Metro Tchao-jüan k mezinárodnímu letišti Tchaj-wan Tchao-jüan (A2)